# Natrijum u biologiji
Joni natrijuma (Na+
) su neophodni u malim količinama za neke vrste biljaka, ali je natrijum kao hranljiva materija generalno potreban u većim količinama životinjama, zbog njegove upotrebe za generisanje nervnih impulsa i za održavanje ravnoteže elektrolita i ravnotežu tečnosti. Kod životinja, joni natrijuma su neophodni za gore navedene funkcije, i za rad srca i određene metaboličke funkcije. Zdravstveni efekti soli odražavaju šta se dešava kada telo ima previše ili premalo natrijuma. Karakteristične koncentracije natrijuma u modelnim organizmima su: 10 mM u E. coli, 30 mM u pekarskom kvascu, 10 mM u ćelijama sisara i 100 mM u krvnoj plazmi.
Pored toga, joni natrijuma su neophodni za nekoliko ćelijskih procesa. Oni su odgovorni za kotransport glukoze u simport natrijum glukoze, koriste se za održavanje polariteta membrane uz pomoć natrijum-kalijumske pumpe i upareni su sa vodom da razblaže sluz lumena disajnih puteva kada je aktivna cistična fibroza. Transportni receptor pokreće hloridne jone u disajne puteve.

## Spoljašnje veze
- Oregon State University – Micronutrient Information Center